# یوهانی کیوستیلا
یوهانی کیوستیلا (فنلاندی: Juhani Kyöstilä؛ ۴ ژوئیهٔ ۱۹۳۱ – ۳۰ ژوئن ۲۰۱۰) بازیکن بسکتبال اهل فنلاند بود. وی در بازی‌های المپیک تابستانی ۱۹۵۲ حضور داشته‌است.